# メノイティオス (衛星)
メノイティオス((617) Patroclus I Menoetius) は、トロヤ群の小惑星 (617) パトロクロスの衛星、または二重小惑星の伴星。主星パトロクロスの直径が約122kmなのに対し、メノイティオスは約112kmでほとんど同じ大きさである。
2001年9月にマウナケア天文台群のジェミニ北望遠鏡による観測で発見された。2000年11月に行われた観測のデータを後に解析した結果、パトロクロスおよび衛星の大きさが判明した。
2006年2月にはケック天文台での補償光学観測により軌道が確定し、パトロクロスの父親であるメノイティオスに因んで名付けられた。